# イヴァン・ヤロスラヴィチ
イヴァン・ヤロスラヴィチ（ロシア語: Иван Ярославич、1299年頃 - 1327年）は、14世紀初頭のルーシの公（クニャージ）である。プロンスク公：1299年 - 1308年、リャザン大公：1308年 - 1327年。

## 生涯
イヴァンはヤロスラフの子として生まれた。おそらく1308年に、従兄弟のヴァシリーがジョチ・ウルスによって殺害された後に、リャザン大公位を獲得したとみられる。ただし一説には、ヴァシリーの後を襲名したのではなく、ヤロスラフ・コンスタンチノヴィチの後を継いでリャザン大公となったとする説もある。いずれにせよ、イヴァンは1320年に、モスクワ大公ユーリーがリャザン大公国を攻撃した際のリャザン大公として名が記されている。
その後イヴァンは1327年に、ジョチ・ウルスによって殺害されるが、年代記はこの詳細を明らかにしていない。公位は息子のイヴァン(ru)が継いだ。